# Marcowy docent
Marcowy docent – potoczne, negatywne określenie doktorów piastujących stanowiska adiunkta na uczelniach, którzy po wydarzeniach Marca 1968 zostali mianowani docentami, mimo że nie posiadali stopnia doktora habilitowanego.
Było to możliwe dzięki uchwalonej zmianie w ustawie o szkolnictwie wyższym i stopniach naukowych. Kadra naukowa złożona z takich ludzi często nie miała odpowiedniego wykształcenia i przygotowania, pochodziła z nadania partyjnego (m.in. poprzez wysuwanie kandydatur na te stanowiska przez komitety uczelniane PZPR). Znane są również przypadki nadawania stopnia docenta osobom, które miały tylko tytuł magistra, w dokumentach uczelnianych byli oni zapisywani „doc. mgr”. Dla wyraźnego odróżnienia „marcowych” docentów od pozostałych, zaczęto praktykować dopisywanie do skrótu „doc.” przed nazwiskiem naukowca jego stopni naukowych – „doc. dr” lub „doc. dr hab.” (nie było to jednak rozwiązanie idealne, gdyż mieszało docentów „marcowych” z naukowcami, którzy nie mogli uzyskać habilitacji z powodu jej likwidacji w latach 1952–1958). Instytucja „docentów marcowych” wywołała negatywne konotacje wobec stanowiska docenta jako takiego, w związku z czym zostało ono całkowicie zlikwidowane po 1989. Przywrócono je w roku 2005 jako najwyższe, opcjonalne stanowisko dydaktyczne (w innej ścieżce kariery niż stanowiska naukowe), ponownie usunięto nowelizacją z 18 marca 2011 (pozostawiono możliwość kontynuacji pracy bez zmian już istniejącym docentom do osiągnięcia wieku emerytalnego).
Ponieważ możliwość powołania osób nieposiadających stopnia doktora habilitowanego wywodziła się z dokonanej w tym celu zmiany artykułu 87 ustęp 1 ustawy z dnia 5 listopada 1958 r. o szkolnictwie wyższym (zmiany dokonano ustawą z 20 grudnia 1968 r.), docentów marcowych nazywano jeszcze bardziej złośliwie „docentami z ustępu”.
W serialu Alternatywy 4 marcowym docentem jest Zenobiusz Furman (postać grana przez Wojciecha Pokorę).